# Kloster Tatew

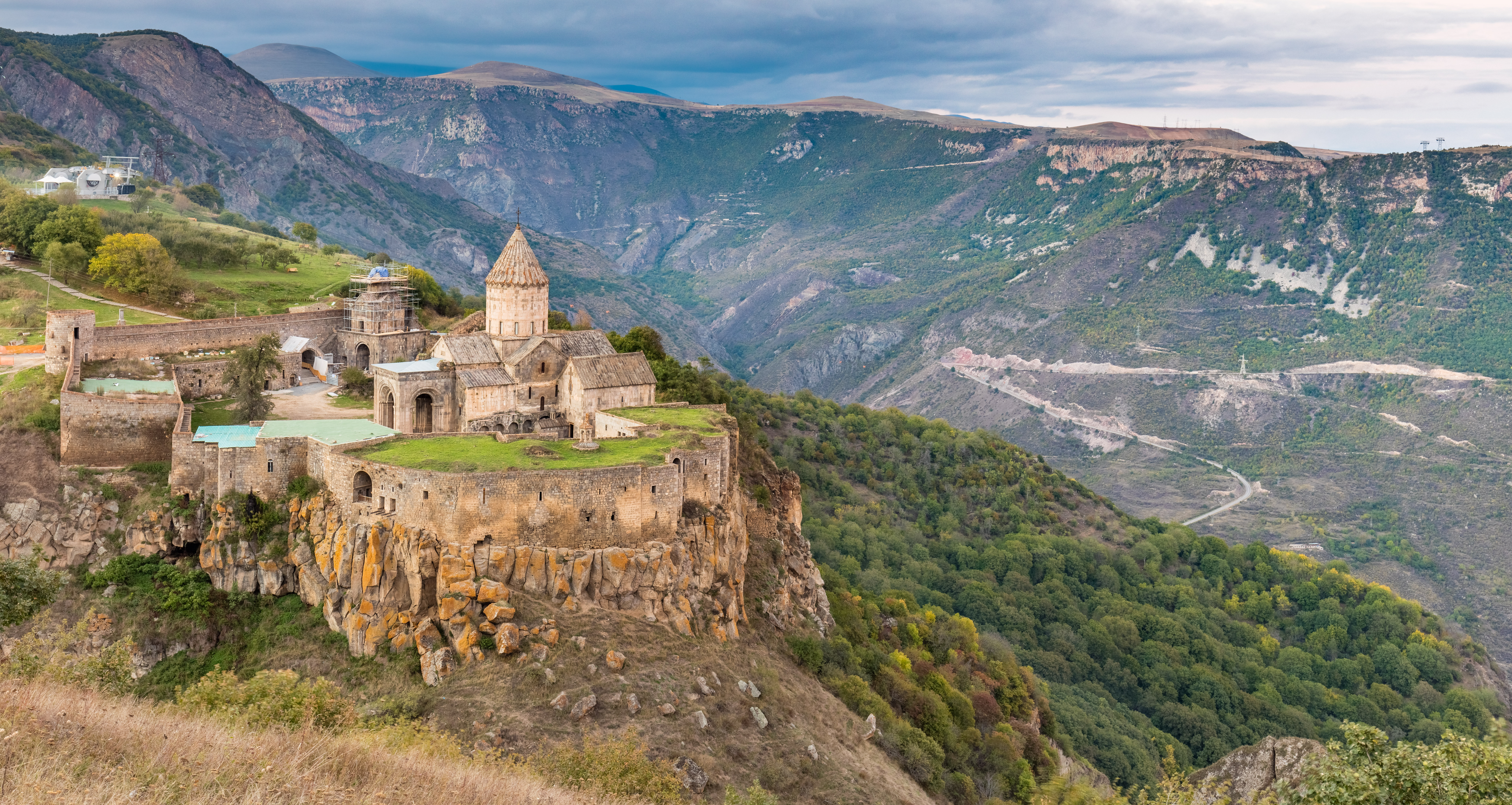
Kloster Tatew von Süden

Tatew (armenisch Տաթեվ) ist ein im Jahr 895 gegründetes armenisch-apostolisches Kloster in der Provinz Sjunik im Süden Armeniens. Es ist eines der bedeutendsten Architekturdenkmäler des Landes.

## Lage
Das Kloster Tatew liegt etwa 170 Kilometer Luftlinie beziehungsweise 250 Straßenkilometer von Jerewan entfernt. Es ist auf einer Nebenstraße zu erreichen, die von der M2 zwischen Sisian und Goris nach Süden abzweigt. Die H46 führt weiter nach Süden über Tandzaver bis Kapan. Tatew ist auch der Name des in der Nähe des Klosters gelegenen Dorfes.
Seit dem 16. Oktober 2010 ist das Kloster durch die Seilbahn Tatev über die Worotan-Schlucht mit dem Ort Halidsor verbunden. In elf Minuten können Besucher nun das ganze Jahr über das Kloster erreichen. Die Seilbahn ist mit 5750 Metern die längste, in einer Sektion mit einem durchgehenden Tragseil ausgeführte Pendelbahn der Welt.

## Etymologie
Der Ursprung des Namens Tatew ist nicht sicher belegt. Einer Legende nach konnte der Architekt von Tatew nicht von einer soeben gebauten Kuppel herabsteigen. Daraufhin rief er: “Togh astvats indz ta-tev” (deutsch: „Möge Gott mir Flügel geben“). Einer anderen Legende nach wurde das Kloster nach Sankt Eustathius benannt, einem der 70 Schüler, die den Apostel Thaddäus nach Armenien begleiteten. Tatew war und ist allerdings auch ein in Armenien häufiger Vorname.
Varianten der Transkription des Namens sind Tatev, Tat’ew, Datev oder auch Tathev.

## Geschichte

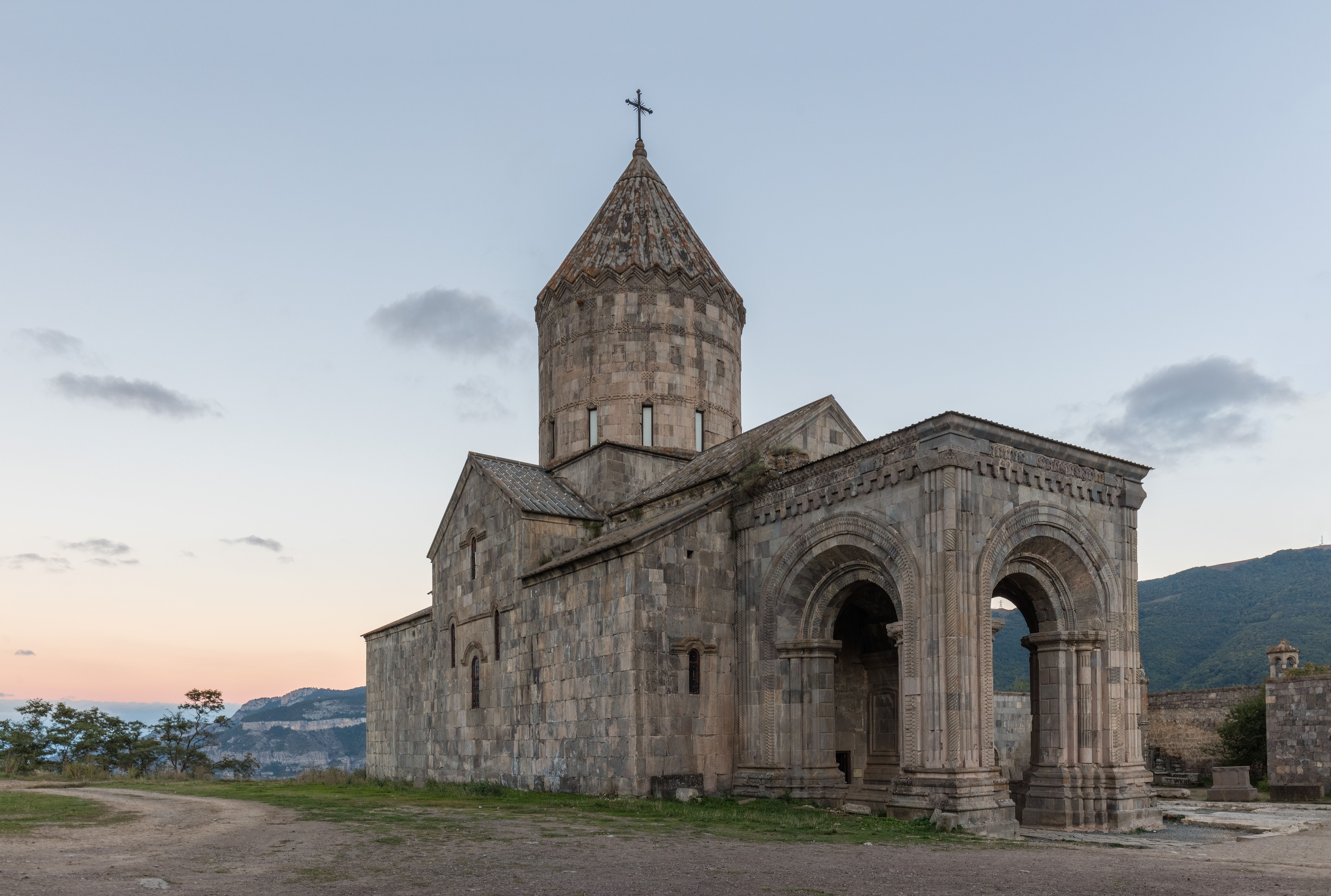
Hauptkirche

Das Kloster wurde im 9. Jahrhundert am Ort eines alten Heiligtums erbaut. Es war ein sehr großes intellektuelles Zentrum von Armenien und zwischen 1390 und 1453 eine anerkannte Universität, wie diejenigen von Sanahin und Haghpat. Viele wichtige Theologen der Epoche haben an dieser Universität gelehrt oder gelernt. Tatew war das politische Zentrum des Fürstentums Sjunik und der Sitz des Erzbischofs von Sjunik, dessen Sommerresidenz sich wenige Kilometer östlich im Kloster Bgheno-Noravank befand. Im 10. Jahrhundert hatte Tatew eine Bevölkerung von 1000 Menschen und kontrollierte zahlreiche Dörfer. Im 13. Jahrhundert besaß es 680 Dörfer; einige der Dörfer kämpften jedoch hart, um sich vom Einfluss Tatews zu befreien.
Als 1338 die Gladzor-Universität, die vermutlich im Kloster Tanahat beheimatet war, schließen musste, unterrichtete der Philosoph Hovhannes Vorotnetsi (1315–1388/98) zunächst im Kloster Vorotnavank, bevor er um 1340 in Tatew eine bedeutende Bildungseinrichtung gründete, die bis 1434 bestand. Sie war das spirituelle und kulturelle Zentrum Armeniens; teilweise lebten und arbeiteten dort 500 Mönche.
Wie viele armenische Klöster des Mittelalters wurde Tatew mit einer Mauer zur Abwehr der Invasionen dieser Zeit umgeben. Die strategisch vorteilhafte Position auf einem Bergvorsprung, begrenzt durch eine tiefe Flussschlucht mit steilem, felsigen Hang begünstigte die Errichtung eines mächtigen Verteidigungskomplexes an dieser Stelle. Das Kloster wurde in Sowjetarmenien in den 1920er-Jahren aufgelassen, aber seit der Erlangung der Unabhängigkeit durch die Republik Armenien besteht wieder kirchlicher Betrieb.
Ein Erdbeben verursachte 1931 beträchtliche Zerstörung. Die erhalten gebliebenen Teile des Klosters ermöglichen es jedoch, die künstlerische Bedeutung des Komplexes zu beurteilen. Eine Restaurierung wurde zwar begonnen, aber noch nicht vollendet.

## Klosteranlage

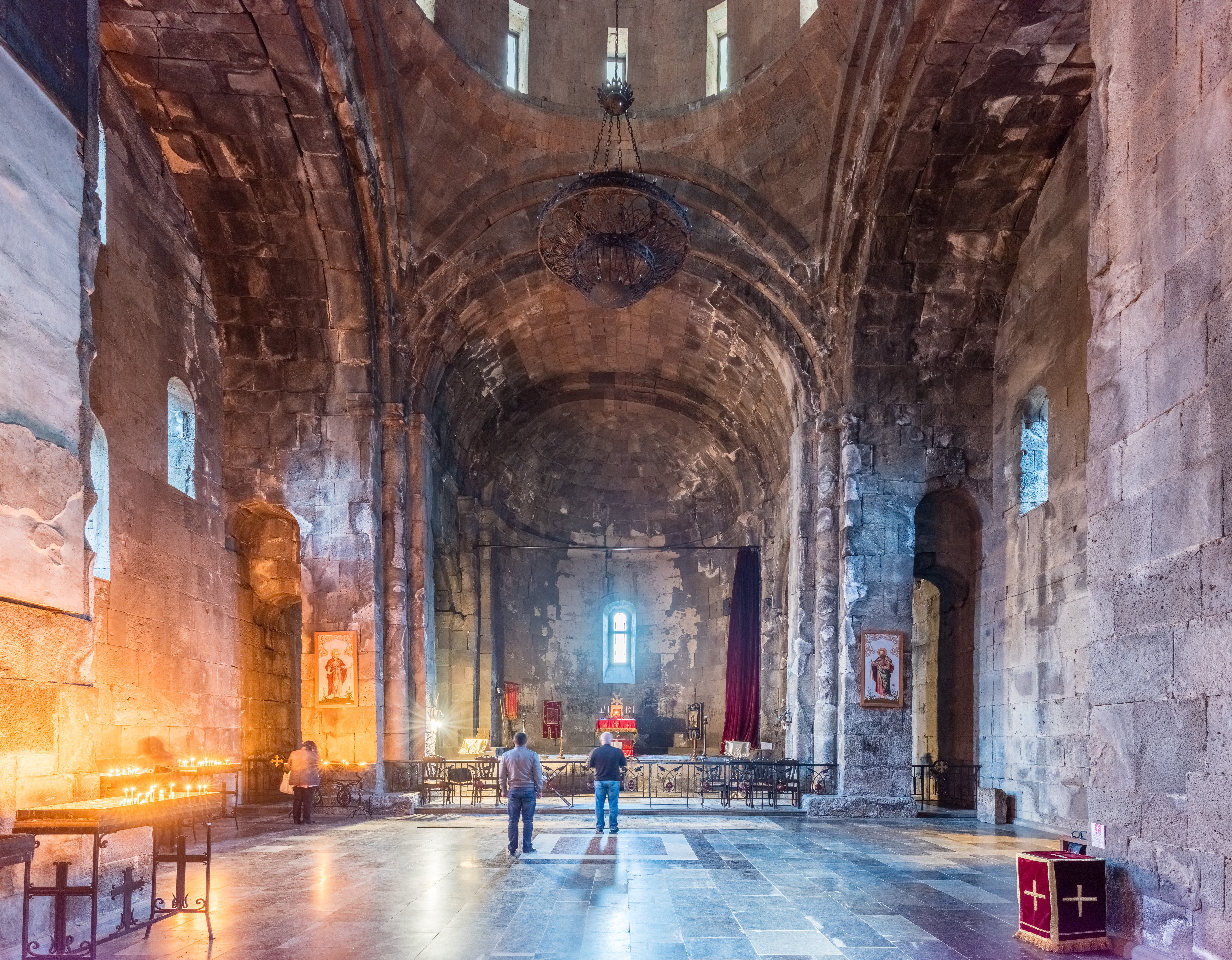
Innenansicht

Das Klostergelände umfasst drei Kirchen. Das Hauptdenkmal ist die Kirche für die Apostel Peter und Paul, Surb Pogos-Petros, erbaut zwischen 895 und 906. Es ist in der Art der gewölbten Basiliken des 7. Jahrhunderts erbaut, besitzt aber weitergehende besondere Eigenschaften. Die Längsrichtung beherrscht das mittlere Kirchenschiff, gekrönt von einem gewaltigen Kreuz. Im Unterschied zur gewölbten Basilika hatte die Kirche in ihrem Westteil mehrere Nebengebäude, deren Ecken als Stützpfeiler der Kuppel dienten und die Ostpfeiler verschmolzen nicht mit den Wänden der Altarapsis. Infolgedessen ist die Querform des Interieurs nicht sehr ausgeprägt. Diese Charakteristiken geben Anlass, die Kirche als ein Zwischenglied hin zur Entwicklung der Kuppelhalle in einen Kuppelbau mit Querflügeln anzusehen, der später weite Verbreitung in Armenien fand.
Die Fassaden der Kirche sind glatt und frei von überflüssiger Detaillierung. An der östlichen Fassade gibt es zwei tiefe Dreiecksnischen, ähnlich wie Fenster gekrönt und gerade mit dünnen verzierten Rändern. Vier von ihnen wurden mit Darstellungen menschlicher Gesichter verziert, die mit Schlangen mit hervorstehenden Stacheln verziert sind. Die Armenier glaubten, dass Schlangen ihre Häuser beschützen würden. Die oval geschnittenen Köpfe sind schematisch gehalten. Die einzige Ausnahme ist an der nördlichen Fassade, in der der Bildhauer offensichtlich versuchte bestimmte Personen zu porträtieren. Nach Ansicht des armenischen Historikers Stepanos Orbelyan sind es die Skulpturen der Gründer der Kirche: Prinz Aschot, seine Frau Schuschan, Grigor Supan (der Herrscher von Gegharkunik) und Prinz Dzagik.
Im Westen der Kirche des Heiligen Gregor gab es eine gewölbte Galerie aus dem Jahr 1285, mit gewölbten Öffnungen auf der südlichen Seite, und nach Westen zur Peter-und-Paul-Kirche existierte ein dreigeschossiger Glockenturm aus dem 17. Jahrhundert, bis er 1931 bei einem Erdbeben zerstört wurde.

## Gavazan

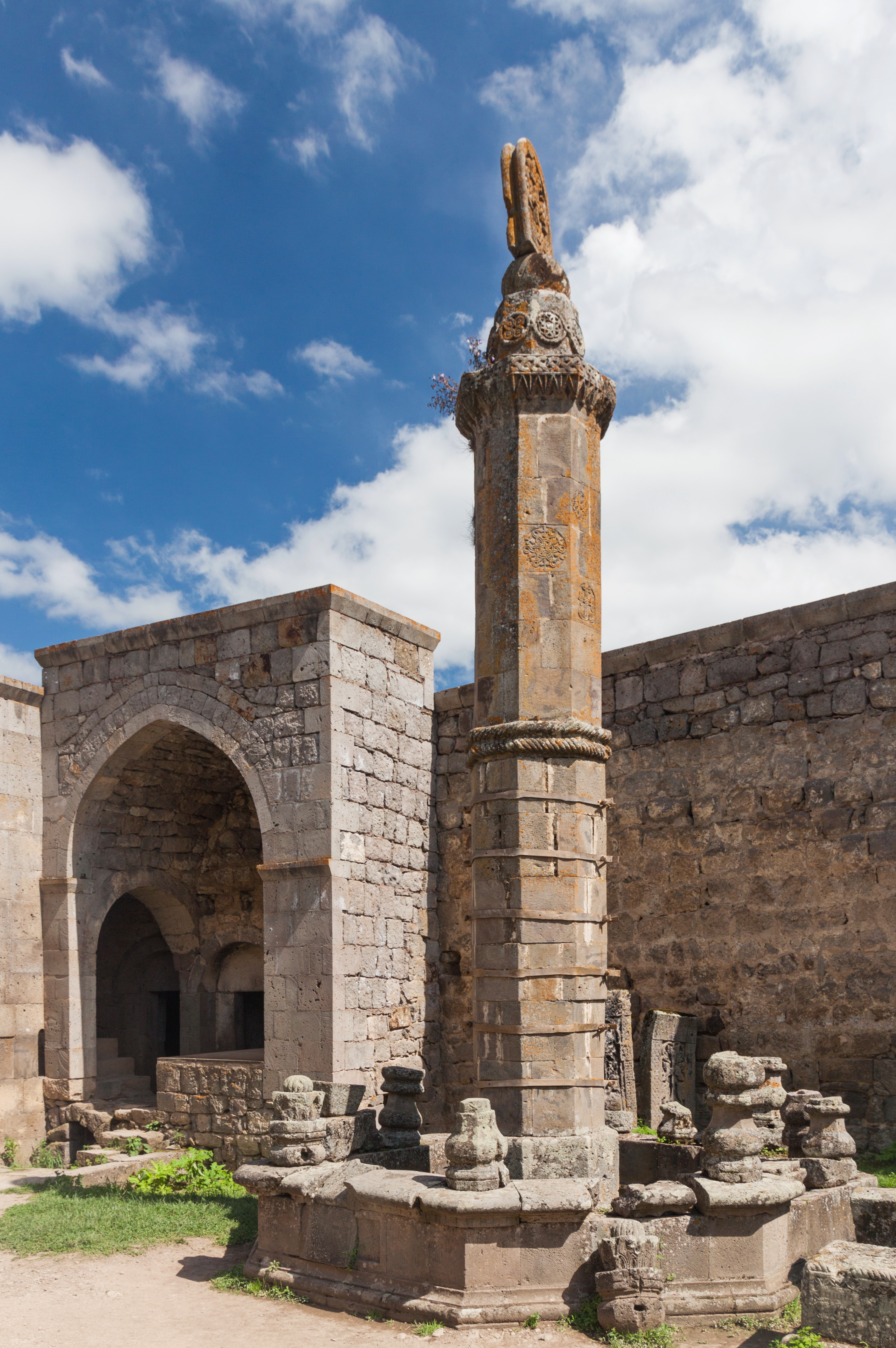
Gavazan

Die Steinsäule Gavazan („Hirtenstab“, zum Antreiben der Rinder) wurde 904 im Süden des Klosterhofs aufgestellt. Das der Dreifaltigkeit geweihte Denkmal in der Nähe der Wohnanlagen ist eine einzigartige Arbeit armenischer Architektur und armenischen Kunsthandwerks. Die achteckige Säule aus sorgfältig behauenen Quadern ist acht Meter hoch und wird von einem Gesims mit einem kleinen Chatschkar darauf bekrönt. Durch Erschütterungen der Erde, sogar durch bloße Berührung einer Hand, gerät die Säule ins Wanken.